# 키프로스의 정당
다음은 키프로스의 정당 목록이다. 현재 키프로스의 경우 다당제로 운영하고 있으며, 1976년에 설립된 민주집회당과 1926년에 설립된 노동인민진보당이 있다.

## 주요 정당
- 민주집회당 - 유럽통합주의, 기독교민주주의, 자유주의, 보수주의
- 노동인민진보당 - 공산주의, 맑스-레닌주의
- 민주당 - 중도주의, 민족주의
- 사회민주주의를 위한 운동 - 세속주의, 사회민주주의, 민족주의
- 시민연합 - 대중주의, 사회민주주의
- 연대운동 - 국민보수주의, 유럽회의주의, 우익대중주의, 민족주의
- 생태계와 환경 운동 - 녹색 정치, 사회민주주의
- 국민민중전선 - 민족주의, 초국가주의, 유럽회의주의

## 비주류 정당
- 키프로스 사회생태운동 - 사회생태학
- 신국제주의좌파당 - 사회주의, 마르크스주의
- 대중사회주의운동
- 연합민주당 - 자유주의
- 노동자민주주의당 - 트로츠키주의

## 같이 보기
- 정당 목록